# Николсон (Џорџија)
Николсон (Џорџија) (енгл. Nicholson) град је у америчкој савезној држави Џорџија. По попису становништва из 2010. у њему је живело 1.696 становника.

## Демографија
Према попису становништва из 2010. у граду је живело 1.696 становника, што је 449 (36,0%) становника више него 2000. године.
| Група             | 2000.         | 2010.         |
| Белци             | 1.151 (92,3%) | 1.503 (88,6%) |
| Афроамериканци    | 46 (3,7%)     | 83 (4,9%)     |
| Азијати           | 6 (0,5%)      | 12 (0,7%)     |
| Хиспаноамериканци | 28 (2,2%)     | 79 (4,7%)     |
| Укупно            | 1.247         | 1.696         |